# Recopa Sudamericana 1997
De Recopa Sudamericana 1996  was de 9e editie van de Zuid-Amerikaanse supercup die jaarlijks gespeeld wordt in het Zuid-Amerikaanse voetbal tussen de winnaars van CONMEBOL competities Copa Libertadores en Supercopa Sudamericana.

## Gekwalificeerde teams
| Team            | Kwalificatie                        | Vorige deelnames |
| --------------- | ----------------------------------- | ---------------- |
| River Plate     | Winnaar Copa Libertadores 1996      | geen             |
| Vélez Sársfield | Winnaar Supercopa Sudamericana 1996 | geen             |

## Wedstrijdinfo
|               |                                                              |          |                                                                                         |                                                                            |
| 13 april 1997 | River Plate                                                  | 1 – 1    | Vélez Sársfield                                                                         | Universiade Memorial Stadium, Kobe Scheidsrechter: Jorge Luis Nieves (URU) |
| 13 april 1997 | Enzo Francescoli 83' (pen.)                                  | (Report) | 29' (pen.) José Luis Chilavert                                                          | Universiade Memorial Stadium, Kobe Scheidsrechter: Jorge Luis Nieves (URU) |
| 13 april 1997 | Strafschoppen                                                |          |                                                                                         | Universiade Memorial Stadium, Kobe Scheidsrechter: Jorge Luis Nieves (URU) |
| 13 april 1997 | Enzo Francescoli Celso Ayala Marcelo Gallardo Roberto Trotta | 2 – 4    | José Luis Chilavert Patricio Camps Fernando Pandolfi Flavio Zandoná Mauricio Pellegrino | Universiade Memorial Stadium, Kobe Scheidsrechter: Jorge Luis Nieves (URU) |

1989 · 1990 · 1991 · 1992 · 1993 · 1994 · 1995 · 1996 · 1997 · 1998 · 1999 · 2000 · 2001 · 2002 · 2003 · 2004 · 2005 · 2006 · 2007 · 2008 · 2009 · 2010 · 2011 · 2012 · 2013 · 2014 · 2015 · 2016 · 2017 · 2018 · 2019 · 2020 · 2021 · 2022